# Ored Palm
Ored Palm, född den 30 augusti 1836 i Oppmanna socken, Kristianstads län, död den 30 oktober 1910 i Västra Karaby församling, Malmöhus län, var en svensk präst. 
Palm blev student vid Lunds universitet 1858. Han promoverades till filosofie doktor 1865 med en avhandling om Hegels uppfattning av Platons statslära. Palm avlade teologie kandidatexamen 1871 och promoverades till teologie doktor 1897. Han prästvigdes 1871, blev prebendekomminister i Lomma 1872, kyrkoherde i Västra Karaby 1873 och kontraktsprost 1884. Palm var orator vid prästmötet i Lunds stift 1883 och preses vid prästmötet 1906. Han blev ledamot av Nordstjärneorden 1892.
Palm var svärfar till Tord Ström samt morfar till Åke V. och Ingmar Ström.